# Erhard von Zwiefalten
Erhard von Zwiefalten (auch: Erhart Knab); (* 1420 in Zwiefalten; † Februar 1480 in Heidelberg) war ein württembergischer Arzt, Professor der Medizin und Rektor der Universität Heidelberg.

## Leben
Erhard wurde in Zwiefalten geboren, wo sein Vater vermutlich im Dienste der dortigen Abtei tätig war und seine Kinder somit in die Klosterschule schicken konnte. So konnte Erhard von Zwiefalten die lateinische Sprache erlernen. Im Jahr 1438 (andere Angabe: im Mai 1439) immatrikulierte sich Erhard als erster seiner Familie an der Universität Heidelberg und nahm ein Studium der Artes auf. Es folgten ihm vier weitere Mitglieder der Familie Knab zum Studium nach Heidelberg. 1440 erwarb Erhard den „baccalaureus artium“, im Jahr 1443 den „Magister artium“. Ab 1455 übte er eine Lehrtätigkeit in der Artistenfakultät der Universität Heidelberg aus. 1449 wurde er Regens der „bursa antiqua“. 1451 begann er ein Medizinstudium unter Johannes von Swenden. 1462 erfolgte die Promotion „licentiatus medicinae“. Die erste Quaestio der Promotion wurde am 4. November 1461 vor Johannes von Swenden abgelegt. Der Titel lautete „Utrum morbus materialis salubris sit fortior in statu ...“, die zwei Quaestio erfolgte am 28. Januar 1462 unter Heinrich Münsinger und lautete „Utrum iu omni egritudine membrorum corporis humani principalis cura, que per contrarium fit, debeatur solum membro egrotanti“. 1464 wurde Erhard von Zwiefalten Arzt in Speyer. Der Aufenthalt in Speyer fand ein schnelles Ende, weil der Ordinarius für Medizin der Universität Heidelberg, Dr. Johannes von Swenden, 1464 um die Weihnachtszeit verstarb und Erhard von Zwiefalten wenige Tage später als dessen Nachfolger berufen wurde.
Erhard von Zwiefalten war Rektor der Universität Heidelberg in den Jahren 1455, 1465–1466, 1470 sowie 1476–1477. Der Mediziner und Tübinger Medizinprofessor Thomas Russ war sein Schüler. Erhard von Zwiefalten verstarb in Heidelberg.

## Werke (Auswahl)
- 1451: Orationes academica.
- 1451: Exempla orationum.
- 1465: Chirurgia bona.